# Eerste brief van Paulus aan de Tessalonicenzen
De Eerste brief van Paulus aan de Tessalonicenzen, vaak kortweg '1 Tessalonicenzen' genoemd, is een boek in het Nieuwe Testament van de Bijbel. Het bestaat uit vijf hoofdstukken en werd geschreven in het Koinè-Grieks.

## Datering
1 Tessalonicenzen werd waarschijnlijk rond 50 geschreven en is mogelijk de vroegste brief van de apostel Paulus die bewaard is gebleven en daarmee het oudst bewaarde oerchristelijke geschrift.

## Aanleiding
In Handelingen 17:1 wordt verteld dat gedurende Paulus' tweede zendingsreis Paulus en Silas vanuit Filippi naar Thessaloniki trokken, de hoofdstad van de Romeinse provincie Macedonië. Paulus begon in de synagoge die daar was direct het evangelie te prediken aan zowel de Joden als niet-Joden. Gedurende drie sjabbats sprak hij in de synagoge en betoogde aan de hand van gedeelten uit de Hebreeuwse Bijbel dat Jezus de messias was, moest lijden en sterven en daarna uit de doden moest opstaan (Handelingen 17:2-3). Hoewel hij een aantal Joden en niet-Joden bekeerde, keerden de Joden die zich niet lieten bekeren zich tegen hem in een volksoploop, zodat Paulus en Silas spoorslags naar Berea reisden (Handelingen 17:4-10). Voor de bekeerlingen in Tessaloniki brak een moeilijke periode aan (1 Tessalonicenzen 3:4).
De tekst laat open hoeveel tijd er lag tussen de prediking op de drie sjabbats en de volksoploop waardoor hij de stad moest verlaten. Waarschijnlijk verbleef Paulus langer dan drie weken in Tessaloniki. Hiervoor zijn meerdere aanwijzingen. Zo dankt hij de christenen in Filippi voor financiële steun die zij hem hadden gestuurd (Filippenzen 4:16). Dat zou in een tijdvak van drie weken ongewoon zijn geweest. Daarnaast schreef Paulus dat hij (ondanks de financiële steun uit Filippi) in Tessaloniki moest werken voor zijn levensonderhoud (1 Tessalonicenzen 2:9), wat moeilijk voor te stellen is in een tijdvak van drie weken.
Na Paulus' bezoek aan Berea reisde hij verder naar Athene, terwijl Silas en Timoteüs in Macedonië bleven (Handelingen 17:14). Timoteüs kwam op verzoek van Paulus (Handelingen 17:15) al snel naar Athene. Vanwege Paulus' zorgen om de christenen in Tessaloniki stuurde hij Timoteüs daar weer heen, terwijl hij zelf in Athene bleef (1 Tessalonicenzen 3:1-2). Paulus was liever zelf gegaan, maar omstandigheden verhinderden hem dat (1 Tessalonicenzen 2:17-18).
Paulus reisde door naar Korinthe (Handelingen 18:1). Hier bleef hij 18 maanden. Waarschijnlijk schreef hij aan het begin van deze periode (vergelijk 1 Tessalonicenzen 2:17) de brief aan de Tessalonicenzen, nadat Timoteüs uit Macedonië was teruggekeerd en Paulus op de hoogte had gebracht van de situatie in de Thessaloniki (vergelijk Handelingen 18:5 met 1 Tessalonicenzen 3:6).
Hoewel de berichten van Timoteüs over het algemeen bemoedigend waren, begreep Paulus ook dat er misverstanden en fouten aan het ontstaan waren over het christelijke geloof zoals Paulus hen dat geleerd had. Hij schreef deze brief daarom aan de leden van de kerk in Thessaloniki om hen te corrigeren, aan te sporen tot een zuiver leven en hen er aan te herinneren dat God de heiliging van hun leven wilde.

## Inhoud

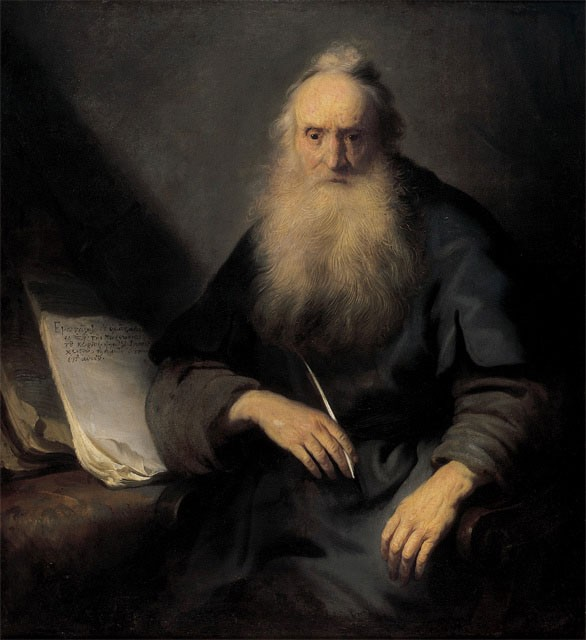
Paulus schrijft de Tessalonicenzen. Schilderij van Jan Lievens (1629)

Hoewel Paulus zelf het evangelie naar Thessaloniki had gebracht, waren er enkele dingen die hij in de korte tijd dat hij daar was niet aan de jonge kerk kon doorgeven. Daarom wilde hij zelf terug naar Thessaloniki (1 Tessalonicenzen 3:10). Maar eerst schreef hij zijn brief. In de hoofdstukken 1-3 schrijft Paulus over zijn eigen leven in de afgelopen maanden. In het bijzonder gaat het over zijn relatie met de Tessalonicenzen. Hij beschrijft zijn zorgen voor de gemeente, maar ook zijn vreugde na het ontvangen van goed nieuws van Timoteüs over haar standvastigheid. In de hoofdstukken 4–5 heeft Paulus ook een paar vermanende woorden. Hij gaat speciaal in op de wederkomst van Jezus. Het onderwerp komt in elk hoofdstuk voor (1 Tessalonicenzen 1:10; 2:19; 3:13; 4:14-17; 5:2,4,23). De nabijheid van de wederkomst van Jezus zou de Tessalonicenzen moeten troosten en hun blik van de beproevingen moeten afwenden en op Jezus moeten richten.
Bijzonder problematisch en historisch significant is de korte passage van de brief in 1 Tessalonicenzen 2:14-16, waarin Paulus de Joden tegen de feiten in beschuldigt van de moord op Jezus: "[De Joden] hebben de heer Jezus en de profeten gedood en ons tot het uiterste vervolgd. Ze mishagen God en zijn alle mensen vijandig gezind." Dit wordt vaak beschouwd als het vroegste bewijs van christelijk antisemitisme.

### Indeling
- Groet (1:1-2)
- Persoonlijke woorden van Paulus (1:3 - 3:13)
  - Paulus dankt God voor het geloof en de liefde van de gemeente in Thessaloniki (1:3-10)
  - Aansporing om zijn voorbeeld in hun dagelijkse handel en wandel na te volgen (2:1-16)
  - Goede berichten uit Tessaloniki (2:17-3:13)
- Vermanende woorden: leven in afwachting van de wederkomst van Jezus (4:1 - 5:11)
  - Aansporing tot een heilig leven (4:1-12)
  - Bemoediging door de nabijheid van de wederkomst van Jezus (4:13 - 5:11)
  - Afsluitende vermaningen (5:12-24)
- Afsluiting en groeten (5:25-28)

## Relatie tot 2 Tessalonicenzen
Er lijkt een tegenstelling te bestaan tussen de spoedige verwachting van Jezus' terugkeer, uitgesproken in 1 Tessalonicenzen, en de waarschuwing tegen overspannen wederkomstverwachtingen in 2 Tessalonicenzen. De klassieke interpretatie is dat de tweede brief een reactie is op de eerste, waarbij de eerste overtrokken verwachtingen gewekt had, die door de tweede brief gecorrigeerd werden.
Deze tegenstelling, samen met het noemen van vervolging, vormde vanaf het midden van de 19e eeuw voor liberale theologen de basis om tot de conclusie te komen dat de tweede brief niet door Paulus geschreven zou zijn, maar uit de eerste helft van de tweede eeuw zou stammen.